# Monette (Arkansas)
Pour les articles homonymes, voir Monette.
Monette est une municipalité du comté de Craighead, dans l'État de l'Arkansas aux États-Unis.

## Démographie
| 1910 | 1920  | 1930  | 1940  | 1950  | 1960 |
| ---- | ----- | ----- | ----- | ----- | ---- |
| 559  | 1 066 | 1 111 | 1 074 | 1 114 | 981  |

| 1970  | 1980  | 1990  | 2000  | 2010  | - |
| ----- | ----- | ----- | ----- | ----- | - |
| 1 076 | 1 165 | 1 115 | 1 179 | 1 501 | - |